# Hollywood North
Hollywood North és una al·lusió a Hollywood, Califòrnia, el més notable centre cinematogràfic del món, que s'utilitza com a col·loquialisme per descriure ciutats destacades a la indústria del cinema que es troben al nord de Hollywood o a fets relacionats amb el cinema que prenen lloc en aquesta regió. El terme al·ludeix principalment al cinema canadenc, específicament a Vancouver i Toronto. També és utilitzat per referir-se a l'Skywalker Ranch, lloc de treball del director i productor George Lucas, Silicon Valley, Califòrnia, i el Festival Internacional de Cinema de Santa Bàrbara, entre d'altres.